# Megaselia mantuana
Megaselia mantuana är en tvåvingeart som beskrevs av Gori 2005. Megaselia mantuana ingår i släktet Megaselia och familjen puckelflugor.
Artens utbredningsområde är Italien. Inga underarter finns listade i Catalogue of Life.